# Мия усечённая
Мия усечённая (лат. Mya truncata) — вид морских двустворчатых моллюсков из семейства Myidae.

## Описание
Длина раковины 50 — 97 мм. Раковина крепкая, практически овально-прямоугольной формы, неравностворчатая с меньшей по размеру левой створкой. Макушки раковин небольшие, смещённые назад. Раковина неравносторонняя с высоким и закруглённым по наружному краю передним полем и усечённая сзади. Периостракум раковины тонкий, плотно прилегающий, коричневатого цвета, стирающийся, морщинистый, выходящий за пределы створок и полностью покрывающий сифоны. Скульптура поверхности раковины — линии нарастания и грубые кольца роста. Замочный край без зубов, правая створка с углублением треугольной формы под макушкой, левая — с небольшим лигаментом.

## Ареал
Широко распространённый арктический вид: населяет все российские моря Северного Ледовитого океана, море Бофорта, встречается у берегов Канадского Арктического архипелага, у Гренландии, Исландии, Шпицбергена, Земли Франца-Иосифа, в Белом море, на юг — до Бискайского залива, у берегов Америки (до мыса Код). В Тихом океане — вид известен в Приморье, у берегов Сахалина, в Южно-Курильское мелководье, у восточного побережья Камчатки, в Беринговом море.

## Биология
Обитает на глубине 3-50 м. В Восточно-Сибирском и дальневосточных морях — до глубины около 80 м. Предпочитает илистый и илисто-песчаный грунт, часто с примесью грубых фракций. Зарывается в грунт. На поверхность дна выходит кончик утолщенного сифона с двумя отверстиями. Первоначально место зарывания не изменяется на протяжении всей жизни. Молодые моллюски могут всё же поменять его в случае, если их тревожат, но взрослые особи из-за своих больших размеров больше не перемещаются.  Фильтратор, питается планктоном и детритом.

## Экономическое значение

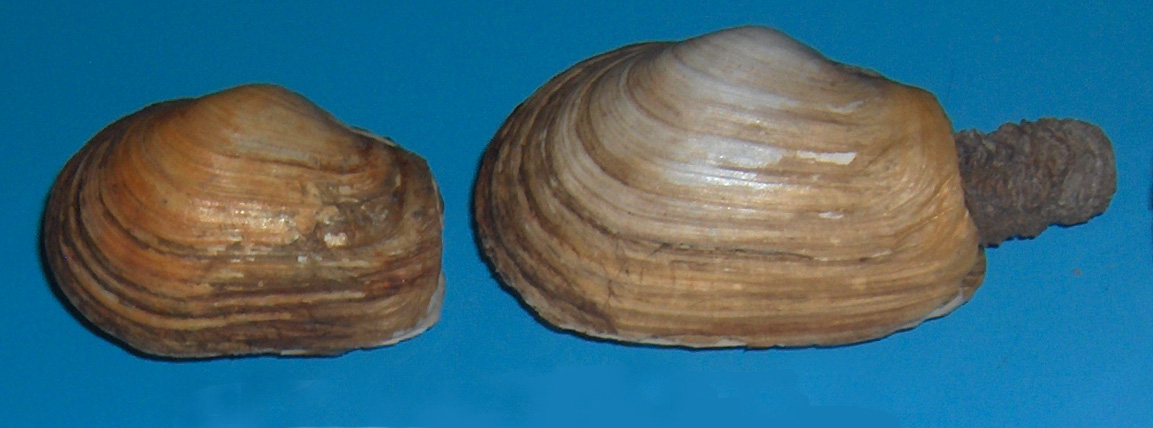

Моллюск употребляется в пищу человеком. В Гренландии и Исландии популярен как пищевой объект и считается деликатесом. Как и другие двустворчатые моллюски-фильтраторы служат индикатором состояния водной среды.